# Marc Bernaus
Marc Bernaus Cano (ur. 2 lutego 1977) – andorski piłkarz posiadający także obywatelstwo hiszpańskie. 13 października 2004 w swoim pierwszym spotkaniu w reprezentacji Andory przeciwko reprezentacji Macedonii zdobył swojego pierwszego (i jedynego) gola w reprezentacyjnej karierze.
Bernaus grał w takich klubach jak FC Barcelona B, CD Toledo, Terrassa, Gimnàstic Tarragona, UD Las Palmas, Getafe CF, Elche CF, Polideportivo Ejido i Girona FC, zaś obecnie jest wolnym agentem.